# WISE J2000+3629
WISE J2000+3629 (全寫為 WISE J200050.19+362950.1) 是一顆位於天鵝座附近的棕矮星，溫度少於700K(恆星光譜為T8)。預計距離地球約19.4光年，令它成為已知最接近地球的棕矮星之一。它於2014年透過廣域紅外線巡天探測衛星發現。